# Litong
Der Stadtbezirk Litong (利通区; Pinyin: Lìtōng Qū) ist ein Stadtbezirk in dem autonomen Gebiet Ningxia der Volksrepublik China. Er gehört zum Verwaltungsgebiet der bezirksfreien Stadt Wuzhong. Er hat eine Fläche von 1.316 Quadratkilometern und hatte bei der Volkszählung 2020 469.790 Einwohner. Sein Hauptort ist die Großgemeinde Shengli (胜利镇).